# 葉選寧
葉 選寧（よう せんねい、1938年10月 - 2016年7月10日）は、中華人民共和国の政治家。あだ名は葉三、ペンネームは岳楓である。中国人民解放軍の元老葉剣英の次男である。いわゆる太子党の1人。香港生まれで、本籍地は広東省梅県。書道家として草書が得意である。

## 略歴

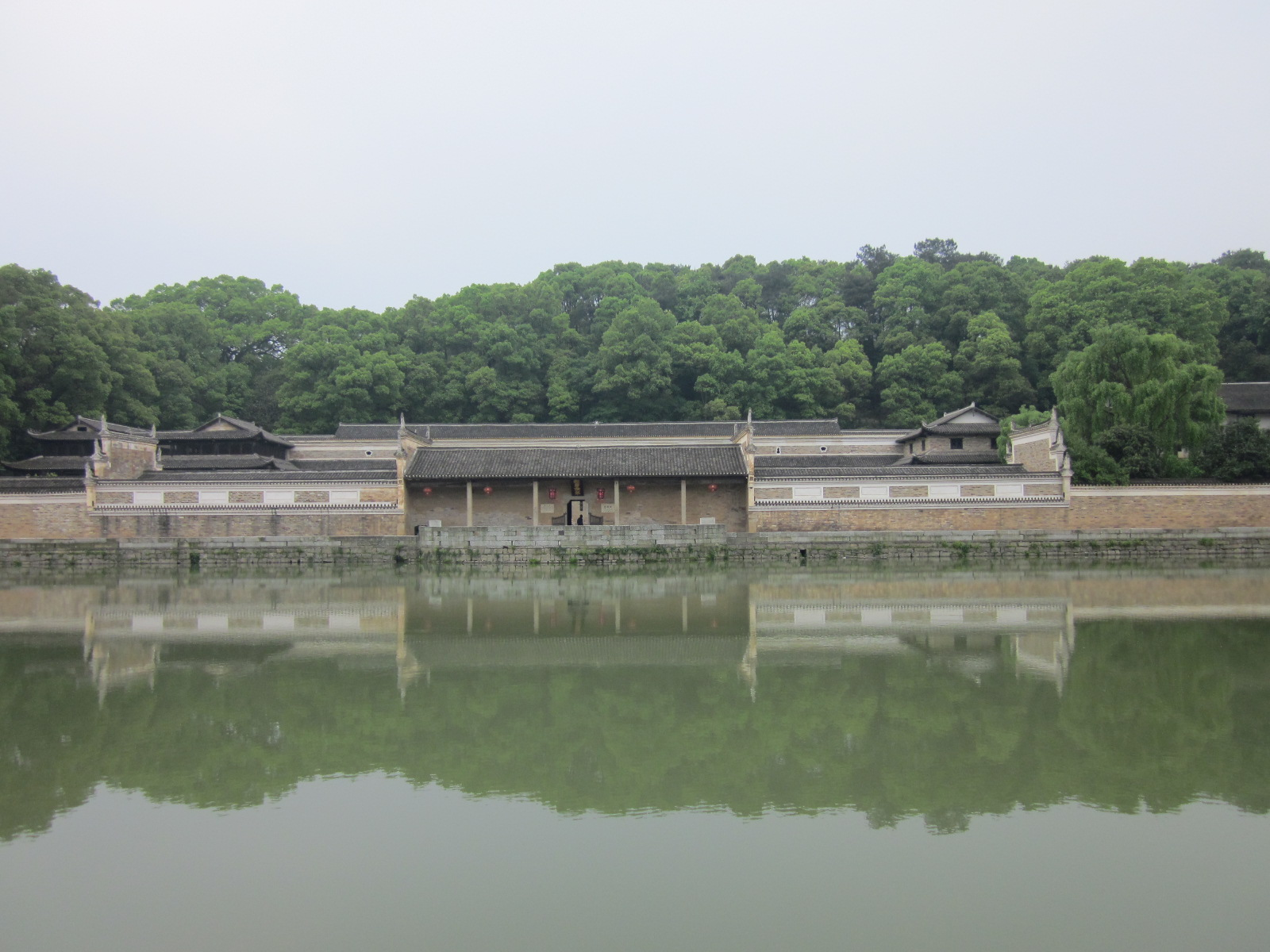
曽国藩故居（母方の祖母の生家）

本籍地は広東省梅県で、1938年10月に英領香港に生まれた。彼は湖南省にある母方の祖母の生家（曽国藩故居）で育てられた。1950年に家族とともに北京市に移住した。
1958年9月にハルビン軍事工程学院（現在のハルビン工程大学）に入学し、体調不良のために学校を休んだ。1960年に北京工業学院（現在の北京理工大学）無線電電子工程系を卒業した。卒業後は湖南省株洲市無線電元件廠の実習生となり、江西省上饒市にも派遣されていた。1974年に右腕は職場での事故で切断された。
1974年に政界入りし、国務院僑務事務辦公室副組長、副司長などを歴任し、1978年に国務院経済委員会弁公庁庁長の康世恩秘書となった。
1980年にビジネス界に入り、滄浪咨詢公司の社長となった。1984年に中国国際友好聯絡会の副会長となり、同年に中国人民解放軍に入隊した。1988年9月に少将階級を授与された。1990年に中国人民解放軍総政治部聯絡部の部長となった。
1993年に中国凱利実業有限公司の社長となった。1997年に復員した。
2016年7月10日、肺癌のために広東省広州市の中山病院で死去。77歳没。

## 家族
- 父：葉剣英
- 母：曽憲植（曽国荃の子孫）
- 妻：銭寧戈。画家、銭益民の娘
- 子：葉弘
- 娘：葉静子。王震の孫である王京陽の妻。
- 腹違いの兄：葉選平
- 腹違いの弟：葉選廉